# Степной тинаму Тачановского
Тинаму Тачановского, или степной тинаму Тачановского (лат. Nothoprocta taczanowskii) — вид птиц семейства тинаму (Tinamidae). Распространён в Андах в южном Перу. Вид назван в честь польского зоолога Владислава Тачановского (1819—1890).
Птица достигает в длину 36 см. Окраска оперения тёмная с мелкими светлыми крапинками. Голова и шея серые. Грудь серая с охристыми пятнами. Молодые птицы имеют более рыжую окраску.
Вид населяет высокогорные луга и пастбища на высоте 2700—4000 метров над уровнем моря. Питается корнеплодами, особенно любит картофель. Размножается дважды в год: в мае и октябре. Яйца насиживает самец. В кладке могут быть яйца от 4 различных самок. Гнездо строит на земле.